# Ana Bretaña
Ana Bretaña de la Torre (Navarra, 1980) es una arquitecta española especialista en restauración arquitectónica, rehabilitación de barrios, y desarrollo urbano sostenible en sus facetas social, económico y medio ambiental.

## Trayectoria
Bretaña estudió arquitectura en la Universidad de Navarra y se especializó en restauración arquitectónica y rehabilitación energética de edificios. Realizó un máster en planeamiento urbanístico y gestión urbanística en Madrid en la Universidad Pontificia Comillas.
Entre los años 2004 y 2009 trabajó en la gestión de proyectos, tanto de edificación como de planificación urbanística desde diferentes estudios profesionales. Desde 2009 trabaja en la empresa pública Navarra Nasuvinsa como arquitecta del área de regeneración urbana. Ha dirigido proyectos desarrollados por NASUVINSA para la renovación y rehabilitación de barrios en Pamplona, en el barrio de La Chantrea con el proyecto Efidistrict, en Tudela en el barrio de Lourdes con el proyecto Lourdes Renove, junto a Isabel Izcue. Autora de artículos sobre las experiencias, aprendizajes e investigación realizadas en estos proyectos como Rehabilitación energética ante el cambio climático.
El proyecto Efidistrict Chantrea, que se desarrolla desde el año 2014 en Pamplona, ha sido reconocido en el año 2019 como el mejor proyecto realizado con financiación europea. Bretaña recogió el premio como responsable del proyecto, y expresó que este proyecto de rehabilitación energética en el barrio de la Txantrea “ha sido posible gracias al trabajo y al compromiso de un amplio equipo de profesionales, así como a la confianza y colaboración demostradas por las vecinas y vecinos participantes. ... este premio representa un estímulo para seguir impulsando este modelo de regeneración urbana a otros municipios de Navarra”.
Participa en congresos, conferencias y foros especializados en rehabilitación de edificios y regeneración urbana integral como el primer congreso ITE+3R.

## Proyectos seleccionados
- 2014- Efidistrict-Txantrea. Premio 2019 mejor proyecto realizado con financiación europea.[4]